# Rudolf Reißenweber

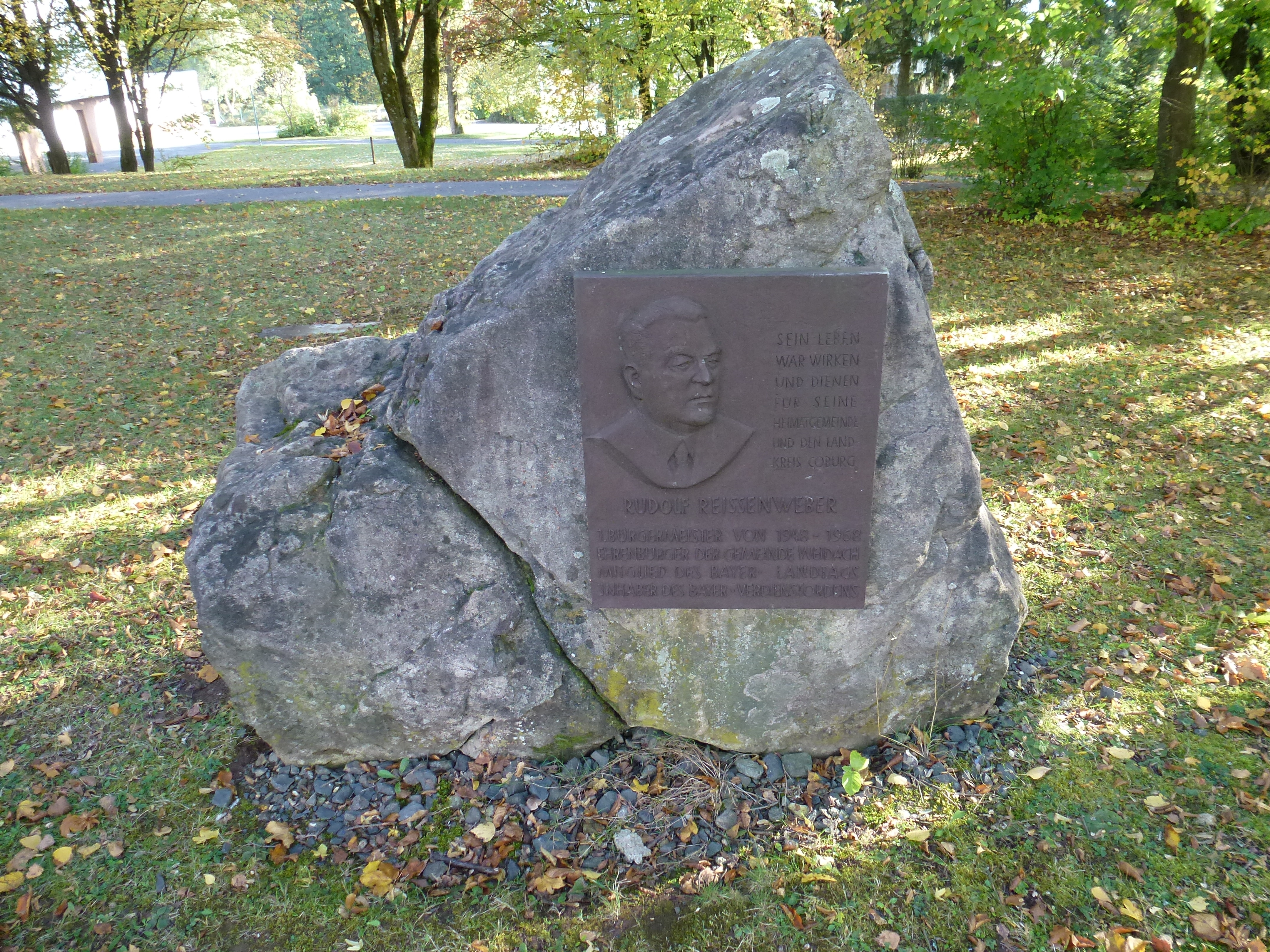
Gedenktafel für Rudolf Reißenweber

Rudolf Reißenweber (* 17. August 1907 in Weidach b.Coburg; † 20. Oktober 1968 ebenda) war ein deutscher Landwirt und Politiker (CSU). Er war von 1954 bis 1968 Abgeordneter des Bayerischen Landtages und von 1948 bis 1968 Bürgermeister der Gemeinde Weidach b.Coburg.

## Leben
Nach dem Besuch der Volksschule und einer Landwirtschaftsschule war Reißenweber als Landwirt tätig. Er schloss sich den „fortschrittlichen Bauern“ an, installierte ab 1927 in seinem Betrieb den Grünfuttersilobau und stattete vorhandene Maschinen mit Motoren aus. Außerdem beteiligte er sich an der Gründung eines Milchhofes, dessen Aufsichtsrat er zuletzt angehörte. In der Zwischenkriegszeit war Reißenweber Gauführer des Junglandbundes, der Jugendorganisation des Bayerischen Landbundes. Später war er etwa 15 Jahre lang Mitglied des Kreisvorstandes der ehemaligen Mitglieder des Junglandbundes. Während des Zweiten Weltkriegs wurde er viereinhalb Jahre als Soldat eingesetzt, danach kehrte er als Landwirt auf seinen kriegsbedingt zerstörten Hof nach Weidach zurück.
Reißenweber trat nach 1945 in die CSU ein. Er war von 1948 bis 1968 Bürgermeister der Gemeinde Weidach b.Coburg und ab 1954 stellvertretender Landrat des Landkreises Coburg.
Von 1954 bis zu seinem Tod gehörte Reißenweber als Abgeordneter dem Bayerischen Landtag an. Er wurde stets über den Wahlkreis Oberfranken gewählt. Von Januar 1955 bis April 1957 war er Mitglied des Ausschusses Bayern Pfalz, von Januar 1955 bis April 1957 des Ausschusses für Eingaben und Beschwerden, von April 1957 bis 1958 des Ausschusses für Angelegenheiten der Heimatvertriebenen und Kriegsfolgegeschädigten und von 1958 bis zu seinem Tod des Ausschusses für Staatshaushalt und Finanzfragen. Für ihn rückte Paul Wünsche ins Parlament nach.
Reißenweber wurde am 7. Dezember 1964 mit dem Bayerischen Verdienstorden ausgezeichnet.